# Brunede kartofler

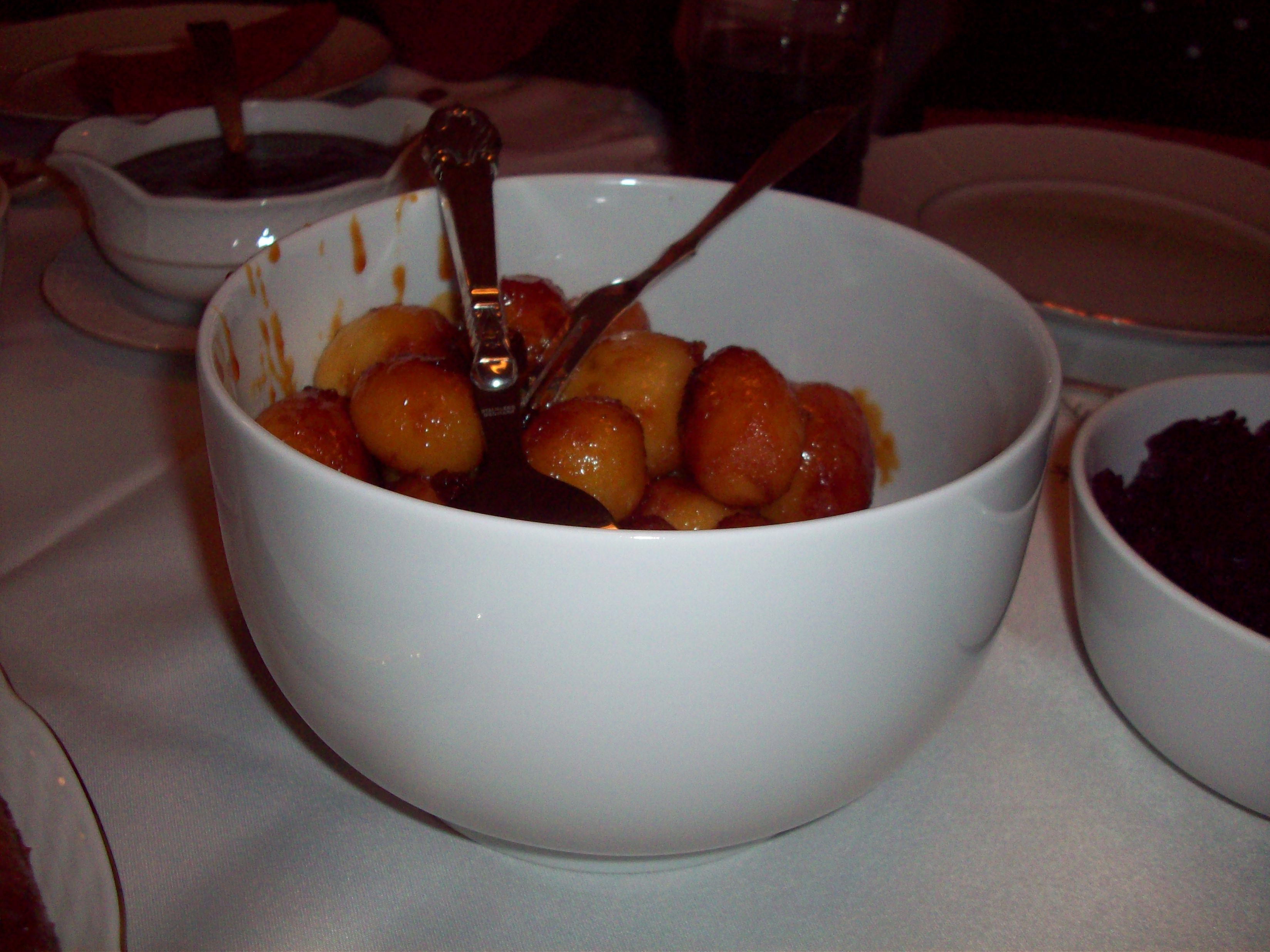
Brunede kartofler

Brunede kartofler é uma especialidade típica da culinária da Dinamarca. É consumida na ceia de Natal, em conjunto com flæskesteg, batatas cozidas e couve.
As batatas descascadas e cozidas são colocadas numa frigideira com caramelo e manteiga, ficando com uma cor acastanhada, que se revela também no nome dinamarquês, que significa precisamente batatas acastanhadas.
Antes de se tornarem uma iguaria natalícia, estas batatas acastanhadas eram antigamente servidas como um petisco. Crê-se que a batata terá chegado à Dinamarca por volta do ano de 1760.